# Charles II Auguste de Palatinat-Deux-Ponts
Charles II Auguste Christian de Palatinat-Deux-Ponts (né le 29 octobre 1746 à Düsseldorf et mort le 1er avril 1795 à Mannheim) est duc palatin de Deux-Ponts de 1775 à 1795.

## Biographie
Charles Auguste, né au château de Düsseldorf le 29 octobre 1746, est le fils aîné de Frédéric-Michel de Deux-Ponts-Birkenfeld (1724-1767) et de Françoise de Palatinat-Soulzbach (1724-1794). Charles Auguste est élevé avec son frère cadet, Maximilien (1756-1825) par son gouverneur, l'officier général breton Agathon Guinement de Kéralio jusqu'en 1772.
Vivant une histoire d'amour partagé avec l'archiduchesse Marie-Amélie d'Autriche (1746-1804), les deux jeunes gens voient leur projet d'union contrarié par la mère et le frère de la jeune femme : l'impératrice douairière Marie-Thérèse et l'empereur Joseph II du Saint-Empire, qui, en 1769, marient contre son gré leur fille et sœur au duc Ferdinand Ier de Parme : un simple comte palatin n'était pas d'un rang suffisamment élevé pour les deux Habsbourg-Lorraine tout à leur politique de réconciliation avec la maison de Bourbon.
Charles-Auguste en garda une rancœur envers la maison de Habsbourg-Lorraine, qui a des conséquences politiques car il est l'héritier potentiel de Charles IV Théodore, électeur de Bavière et de Palatinat.
Il épouse à Dresde, le 12 février 1774 Marie-Amélie de Saxe, fille de l'électeur de Saxe Frédéric Chrétien et cousine germaine du roi de France Louis XVI, du roi d'Espagne Charles IV et de Ferdinand IV, roi de Naples et de Sicile. Ses beaux-frères, Albert de Saxe-Teschen — époux de Marie-Christine d'Autriche, une sœur de Marie-Amélie — et Clément Wenceslas de Saxe sont respectivement gouverneur des Pays-Bas Autrichiens et archevêque-électeur de Trèves.
Le couple s'installe au château de Neubourg-sur-le-Danube.
Les fils que son oncle a eus de Marianne Camasse, une gracieuse danseuse créée comtesse de Forbach, étant issus d'une union morganatique n'ayant aucun droit à la succession, Charles II Auguste succède à son oncle Christian IV de Deux-Ponts-Birkenfeld le 5 novembre 1775 et poursuit la politique absolutiste de ce dernier.
Son cousin Charles IV Théodore, électeur de Bavière et de Palatinat, n'ayant pas d'enfant survivant, Charles II Auguste devait également lui succéder, mais il meurt avant l'électeur, et c'est son frère Maximilien qui réunit sous son sceptre toutes les possessions des Wittelsbach (jusqu'à la branche cadette de Palatinat-Deux-Ponts-Birkenfeld-Gelnhausen) en 1799.

## Règne

### Le château de Karlsberg
Dès son accession au trône ducal, Charles renonce aux fastes de cour de son prédécesseur et entreprend des économies budgétaires afin d'assainir les finances de l'État, qu'il a trouvées en piteux état. Deux ans plus tard, il achète à une cousine de sa maîtresse le Louisenhof à Buchenberg bei Sanddorf, un quartier de Hombourg. Il l'agrandit et peu à peu les édifices forment le château de Karlsberg, qui porte ainsi son nom, l'un des ensembles architecturaux d'Europe centrale les plus vastes du milieu du XVIIIe siècle. Le Karlsberg abrite plusieurs collections, entre autres :
- une collection de dessins ;
- une collection d'armes ;
- une bibliothèque ;
- une collection de pipes.

Le peintre et architecte en chef Johann Christian von Mannlich y assemble une collection de toiles de maîtres exceptionnelle, qui forme par la suite le joyau de l'Alte Pinakothek de Munich.
Au cours de la construction du château, qui est censé magnifier le règne de Charles, la cour ducale prend tant d'importance que le duc s'endette gravement. L'éclat de la cour, le train de vie extravagant et les chasses princières se payaient au détriment de la population.

### La succession de Bavière

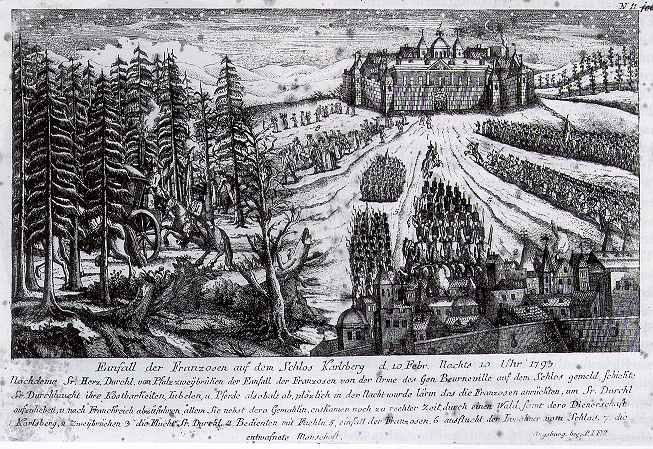
L'arrivée des troupes françaises au château de Karlsberg le 10 février 1793.

En 1777, l'électeur Maximilien III de Bavière meurt. Sans enfant de son mariage avec Marie-Anne de Saxe, son plus proche parent est l'électeur Charles IV Théodore de Palatinat. Celui-ci répugne à quitter ses terres et son splendide château de Mannheim pour Munich et envisage, de concert avec l'empereur Joseph II, d'échanger la Bavière, voisine de l'Autriche, contre les Pays-Bas autrichiens, plus proches du Palatinat.
Soutenu par la veuve de Maximilien III et par sa belle-mère, sœur de l'électeur défunt, aiguillonné par le roi de Prusse Frédéric II, ennemi des Habsbourg-Lorraine qui se pose en défenseur des libertés germaniques, Charles-Auguste, se rappelant sans doute son aventure malheureuse avec Marie-Amélie — qui, de son côté, avait cessé tout commerce avec sa famille — s'oppose à cet échange et entre dans la guerre de succession de Bavière du côté prussien. La cession n'a pas lieu, l'Autriche devant se contenter d'une minuscule portion de territoire bavarois autour de Braunau am Inn.
En 1785, une seconde tentative d'échange de la part de Charles-Théodore de Bavière et de Joseph II n'a pas plus de succès.
Pour cette raison, le courant nationaliste du siècle suivant consacre Charles-Auguste Sauveur de la Bavière.

### La Révolution française
Du fait de la neutralité qui lui est garantie par le gouvernement français, lorsque la Révolution française éclate, puis au début de la Première coalition (1792–1797), Charles-Auguste demeure sur ses terres, d'ailleurs encerclées par l'armée française. Après l'exécution de Louis XVI, la Terreur s'intensifiant, les Français envisagent néanmoins d'amener Charles-Auguste à Paris pour le juger en tant qu'ancien prince souverain et afin d'impressionner les souverains étrangers.
Cependant, prévenu le 9 février 1793 par un paysan de Rohrbach, le duc, passant par Kaiserslautern, a le temps de se réfugier à Mannheim, dans l'électorat de son cousin palatin dont il est toujours l'héritier. Il vit par la suite aux châteaux de Mannheim et de Rohrbach près de Heidelberg.
Le palais Karlsberg est incendié le 28 juillet 1793 par les armées françaises au cours de leur retraite. Les fidèles du duc ont eu le temps de transporter à Mannheim la presque totalité des collections du Karlsberg et des autres châteaux.

### La fin
Charles II Auguste meurt deux ans plus tard avant de pouvoir accéder au titre de prince-électeur, laissant ses droits à son frère cadet Maximilien. Le cousin palatin meurt quatre plus tard, non sans avoir tenté en vain de s'assurer une descendance en se remariant très tardivement avec une jeune archiduchesse de la branche de Modène.
Son fils l'ayant précédé dans la tombe, Charles-Auguste a donc pour héritier son frère cadet Maximilien qui devient en 1799 électeur de Bavière et en 1806, le premier roi de Bavière.

## Descendance
Charles II Auguste et Marie Amélie de Saxe ont un fils :
- Karl August Friedrich, prince héritier de Palatinat-Birkenfeld-Deux-Ponts, né à Deux-Ponts, le 2 mars 1776, mort au château de Karlsberg, près de Hombourg, le 21 août 1784 et inhumé à l'Alexanderkirche de Deux-Ponts[4].

## Charbonnage
La concession minière de Saint-Hippolyte est accordée le 17 février 1770 aux princes Charles et Maximilien du Palatinat-Deux-Ponts pour exploiter la houille sur une durée de vingt ans.

## Anecdote
La brasserie de Hombourg, Karlsberg Brauerei (à ne pas confondre avec la bière danoise du même nom, qui s'écrit avec un C à l'initiale) fondée en 1878, a pris le nom du château et porte sur ses étiquettes le portrait de Charles II.